# Krasny Ług
Krasny Ług – dawna kolonia. Tereny, na których była położona, leżą obecnie na Białorusi, w obwodzie witebskim, w rejonie głębockim, w sielsowiecie Hołubicze.

## Historia
W czasach zaborów w granicach Imperium Rosyjskiego.
W dwudziestoleciu międzywojennym wieś, a następnie kolonia leżała w Polsce, w województwie wileńskim, w powiecie dziśnieńskim, do 11 kwietnia 1929 w gminie Dokszyce, następnie w gminie Hołubicze.
Według Powszechnego Spisu Ludności z 1921 roku zamieszkiwały tu 53 osoby, 48 było wyznania rzymskokatolickiego, a 5 prawosławnego. Jednocześnie 45 mieszkańców zadeklarowało polską przynależność narodową, a 5 białoruską. Było tu 9 budynków mieszkalnych. W 1931 w 8 domach zamieszkiwało 46 osób.
Miejscowość należała do parafii rzymskokatolickiej w Zaszczęślach i prawosławnej w Hołubiczach. Podlegała pod Sąd Grodzki w Głębokiem i Okręgowy w Wilnie; właściwy urząd pocztowy mieścił się w Hołubiczach.